# Sumberpetung (Kalipare)
Sumberpetung is een bestuurslaag in het regentschap Malang van de provincie Oost-Java, Indonesië. Sumberpetung telt 6818 inwoners (volkstelling 2010).